# ضريح بيبي دتشتران
ضريح بيبي دتشتران (بالفارسية: آرامگاه بی‌بی دختران) ضريح تاريخي يعود إلى الدولة الإلخانية، وتقع في شيراز.